# La Porte (Teksas)
La Porte je grad u američkoj saveznoj državi Teksas. Prema popisu stanovništva iz 2010. u njemu je živjelo 33.800 stanovnika.